# Kawasaki, Miyagi
Kawasaki (川崎町 Kawasaki-machi) là thị trấn thuộc huyện Watari, tỉnh Miyagi, Nhật Bản. Tính đến ngày 1 tháng 10 năm 2020, dân số ước tính thị trấn là 8.345 người và mật độ dân số là 31 người/km2. Tổng diện tích thị trấn là 270,8 km2.

## Địa lý

### Đô thị lân cận
- Miyagi
  - Sendai
  - Murata
  - Zaō
- Yamagata
  - Yamagata
  - Kaminoyama

## Giao thông

### Cao tốc/Xa lộ
- Yamagata Expressway: Miyagi-Kawasaki và Sasaya IC
- Quốc lộ 286
- Quốc lộ 457